# Toifilou Maoulida
Toifilou Maoulida (Kani-Kéli, 8 juni 1979) is een Franse voetballer (aanvaller) die sinds 2011 voor de Franse tweedeklasser SC Bastia uitkomt. Voordien speelde de op Mayotte geboren aanvaller onder andere voor Montpellier HSC, Rennes, AS Monaco, Olympique Marseille en RC Lens.

## Carrière
- 1997-2002: Montpellier HSC
  - 2001-2002: Rennes (op huurbasis)
- 2002-2005: Rennes
  - 2003-2004: FC Metz (op huurbasis)
- 2005-2006: AS Monaco
- 2006-2007: Olympique Marseille
- 2007-2008: AJ Auxerre
- 2008-2011: RC Lens
- 2011-heden: SC Bastia